# Royaume de Slavonie
1699–1868
Entités précédentes :
- Pachalik de Budin
( Empire ottoman)

Entités suivantes :
- Royaume de Croatie-Slavonie
( Autriche-Hongrie)

Le royaume de Slavonie (en croate : Kraljevina Slavonija ; en hongrois : Szlavón Királyság ; en serbe : Краљевина Славонија ; en allemand : Königreich Slawonien ; en latin : Regnum Sclavoniae) était un territoire faisant partie de la monarchie de Habsbourg puis de l'empire d'Autriche. 
Fondé à la suite de la guerre austro-turque de 1683-1699, il incluait les régions reconquises de Slavonie et de Syrmie. La partie méridionale de ces régions faisait partie des Confins militaires. La capitale du royaume était Osijek. 

## Territoire

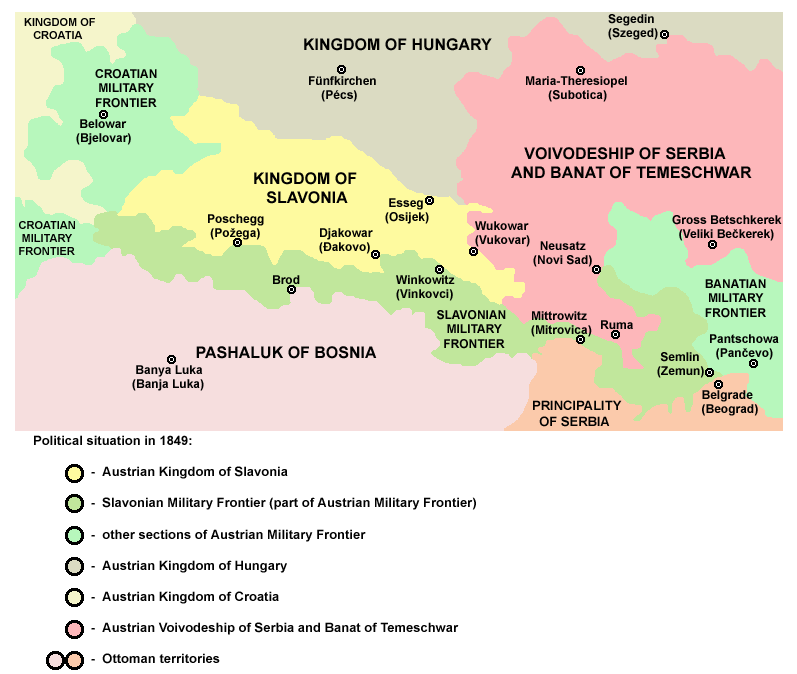
Le royaume de Slavonie en 1849.

Le royaume de Slavonie s'étendait entre les cours inférieurs de la Save et de la Drave jusqu'au Danube. Il était limité, au nord de la Drave, par le royaume de Hongrie. Au sud, la Slavonie militaire, qui s'étendait jusqu'à la Save, la séparait de l'Empire ottoman. À l'ouest, la Croatie militaire la séparait du royaume de Croatie.

## Histoire
Au XVIe siècle, au cours de guerres turques, les régions de Slavonie et de Syrmie à l'est de Zagreb sont devenues  parties intégrantes de l'Empire ottoman. Après l'échec du second siège de Vienne en 1683, au cours de la cinquième guerre austro-turque, l'armée de l'empereur Léopold Ier reconquiert ces terres. Le royaume de Slavonie est créé à partir de territoires cédés aux Habsbourg par l'Empire ottoman lors de la paix de Karlowitz signée le 26 janvier 1699. Léopold a pris le titre de « roi en Sclavonie » ; la désignation Slavonie apparut au XVIIIe siècle.
La partie méridionale, le long de la frontière turque, est placée sous administration des Confins militaires. Le généralat du banat de Slavonie a été établi en 1702, subdivisé en trois régiments à Gradiška, Brod et Petrovaradin. Afin de coloniser les domaines ravagés par la guerre, le gouvernement faisait appel à un grand nombre de Wehrbauern venant de tous les pays de la monarchie.

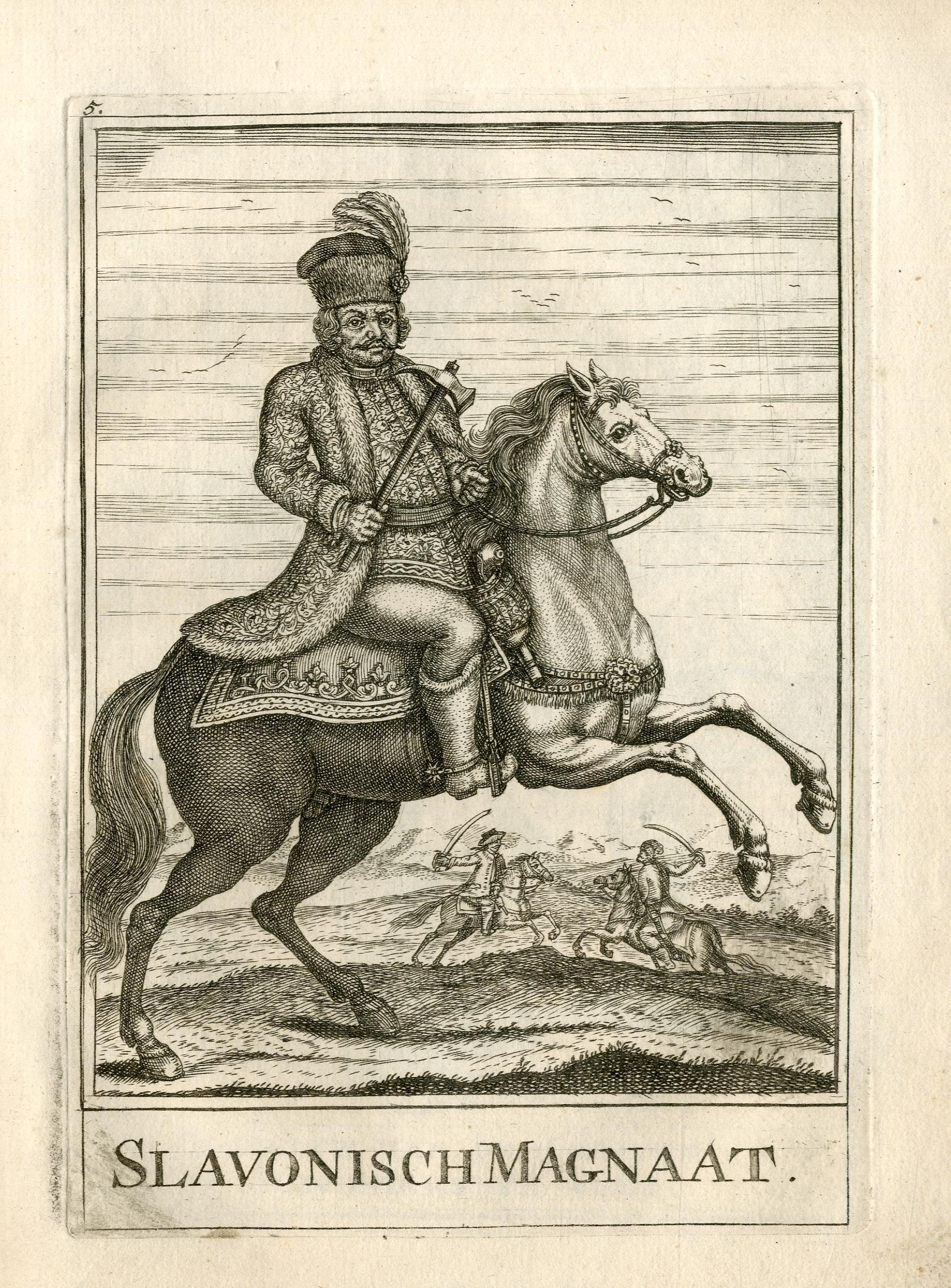
magnat slavonien, illustration du XVIIIe siècle.

Du point de vue du droit public, le royaume de Slavonie faisait partie intégrante des pays de la couronne de Hongrie. En 1745, sous le règne de l'impératrice Marie-Thérèse, il est placé sous une administration civile subordonnée au « royaume triunitaire de Dalmatie, Croatie et Slavonie », renommé « royaume d'Illyrie » de 1767 à 1777, tout en restant fortement autonome. En 1804, la Slavonie devient un pays constitutif de l'empire d'Autriche. 
À la suite de la révolution autrichienne de 1848, la demande d'autonomie accrue revendiquée par les terres de la couronne autrichienne a conduit à l'adoption du Diplôme d'octobre par l'empereur François-Joseph Ier entraînant des années de négociations sur le statut juridique de la Croatie et de la Slavonie. Finalement, sous les dispositions du Compromis croato-hongrois conclu en 1868, ces deux pays et les territoires militaires avoisinants sont unis pour former le royaume de Croatie-Slavonie au sein des pays de la Couronne de saint Étienne. 

## Subdivisions
En 1747, le royaume de Slavonie fut divisé en trois comitats :
- au sud-ouest, le comitat de Požega, avec la ville éponyme ;
- au nord-ouest, le comitat de Virovitica, avec la ville d'Osijek (Eszék) ;
- à l'est, le comitat de Syrmie.

Les comitats de Slavonie étaient représentés tant à la diète de Croatie (Sabor) qu'à l'assemblée hongroise.